# 宮本崇弘
宮本 崇弘（みやもと たかひろ、1980年6月11日 - ）は、日本の男性声優。東京都出身。青二プロダクション所属。

## 来歴
大正大学人間学部人間科学科卒業。
2024年4月、一般女性との結婚を発表。同年10月1日、自身のSNSで、9月30日付でオフィスPACを退所、同日より青二プロダクションへ移籍したことを発表した。

## 人物
資格・免許は普通自動車免許。
趣味は料理、麻雀、ゲーム、舞台鑑賞。特技は料理、麻雀、ゲーム、殺陣。

## 出演
太字はメインキャラクター。

### テレビアニメ
2008年
- 忍者玉丸

2009年
- 鋼の錬金術師 FULLMETAL ALCHEMIST（憲兵C）

2010年
- 四畳半神話大系（学生C）

2013年
- 宇宙兄弟（ネットワーク担当管制官）
- AKB0048 next stage（兵士C）

2014年
- 棺姫のチャイカ（アントン・イワノフ） - 2シリーズ
- ピンポン THE ANIMATION（ドテチン）

2016年
- 機動戦士ガンダムUC RE:0096（整備兵）

2018年
- 魔法少女 俺（Cみす）
- 京都寺町三条のホームズ（宗義）

2020年
- アルテ（マルタ）

2021年
- スーパーカブ（椎の父）

2022年
- ジョジョの奇妙な冒険 ストーンオーシャン（2022年 - 2023年、ドクター、小人D） - 2シリーズ

2023年
- 最果てのパラディン 鉄錆の山の王（アグナル）
- 暴食のベルセルク（ムガン）
- 名探偵コナン（坂口寛太）

2025年
- クレヨンしんちゃん（大将）
- 謎解きはディナーのあとで（芝山悟）
- ONE PIECE（ギョギョ）

### 劇場アニメ
- 劇場版 TIGER & BUNNY -The Beginning-（2012年、警官B）
- 劇場版 TIGER & BUNNY -The Rising-（2014年、スモウサンダー）
- 劇場版gdgd妖精sっていう映画はどうかな…?（2014年、鎧犬、商人[13]）
- 名探偵コナン 100万ドルの五稜星（2024年、アフロ）

### OVA
- 機動戦士ガンダムUC（2012年、整備兵）

### ゲーム
2012年
- タイムトラベラーズ

2018年
- アサシン クリード オデッセイ（レアンデル）

2019年
- キングダム ハーツIII
- ドラゴンクエストXI 過ぎ去りし時を求めて S

2020年
- 侍魂オンライン-朧月伝-（千両狂死郎）
- ファイナルファンタジーVII リメイク
- コール オブ デューティ ブラックオプス コールドウォー（ハリー・”ストーン”）

2021年
- 東京放課後サモナーズ（犬村大角マサノリ、ウランバートル）
- ラチェット&クランク パラレル・トラブル（フィックサー 他）
- ライブ・ア・ヒーロー!（オキタカ）

2022年
- Apex Legends（ニューキャッスル）
- ストレンジャー オブ パラダイス ファイナルファンタジー オリジン

2024年
- ファイナルファンタジーVII リバース

### ドラマCD
- うちの娘の為ならば、俺はもしかしたら魔王も倒せるかもしれない。
- マクロスFドラマCD 娘ドラ◎（生徒B）

### 吹き替え

#### 映画
- 愛すべき夫妻の秘密（ジェス・オッペンハイマー〈トニー・ヘイル〉）
- アベンジャーズ
- アンダーワールド 覚醒
- アンナ・カレーニナ（アレクサンドル）
- 11ミリオン・ジョブ
- インファナル・アフェアIII 終極無間
- ウォー・マシーン: 戦争は話術だ!（サイモン・ボール〈ダニエル・ベッツ〉）
- オズ はじまりの戦い
- 崖っぷちの男
- 北国の帝王
- キル・ザ・ギャング 36回の爆破でも死ななかった男（ビル）
- グッド・ボーイズ（ルーカスの父親〈リル・レル・ハウリー〉）
- クルエラ[19]
- くるみ割り人形（アルバート伯父さん〈ネイサン・レイン〉）
- 恋のときめき乱気流
- サーフィン ドッグ（サンダー）
- 作戦 THE SCAM（ドクサン）
- 殺人の告白（チョン教授〈キム・サンミン〉）
- サニー 永遠の仲間たち（チャンミ兄）
- ザ・ハント（ゲイリー〈イーサン・サプリー〉）
- 三銃士/王妃の首飾りとダ・ヴィンチの飛行船
- サンダーバード55/GoGo（サンジーヴ・バスカー[20]）
- G.I.ジョー:漆黒のスネークアイズ（Mr.オーガスティン〈サミュエル・フィンツィ〉）
- ジャックと天空の巨人（村長）
- ジャングル・ブック（サイの父）
- ジュラシック・プレデター
- 白雪姫と鏡の女王（グラブ）
- スターシップ・トゥルーパーズ3
- セットアップ（ロス〈ショーン・トーブ〉）
- ゼロ・グラビティ（ISS船長・男）
- ダーク・シャドウ
- ダークスカイズ（若い父親）
- 沈黙の監獄
- トゥームストーン/ザ・リベンジ（ワシントン）
- トランスフォーマー/リベンジ
- ドリフト（ゴードン・キング）
- ナルニア国物語/第3章: アスラン王と魔法の島
- 呪われた死霊館
- ハウス・オブ・グッチ（ネミール・キルダール〈ユーセフ・カーコア〉[21]）
- ハリー・ポッターと死の秘宝 PART2（グリンゴッツ・ガード）
- バレット
- ハングリー・ラビット（ボーデット）
- ハンナ（ルイス）
- ビザンチウム（ノエル〈ダニエル・メイズ〉）
- 5デイズ（スティルトン）
- プールサイド・デイズ
- 42 〜世界を変えた男〜
- ブラックホール（ドミニク）
- フレネミーズ
- フレンジー ※ソフト版
- ベルリンファイル
- 僕が星になるまえに（マイルズ〈JJ・フィールド〉）
- ホワイト・ノイズ
- マキシマム・ブロウ（ラルフ）
- マレフィセント（兵士2）
- ミッション: 8ミニッツ
- 目指せ! スーパースター
- UFO 侵略（ケニー）
- ユナイテッド -ミュンヘンの悲劇-（ハーディスティ）
- ライオン・キング:ムファサ[22]
- ランナウェイ/逃亡者（ルイス）
- リアル・スティール
- 猟犬たちの夜 そして復讐という名の牙（ルイ・ブルニエール）
- リロ&スティッチ[23]
- ル・アーヴルの靴みがき（リトル・ボブ）
- LOOPER/ルーパー（キッド・ブルー〈ノア・セガン〉）
- 恋愛だけじゃダメかしら?（ゲイリー・クーパー〈ベン・ファルコーン〉）
- ロックアウト（コン）
- 私が、生きる肌（精神科医）

#### ドラマ
- 愛の記憶はさえずりとともに
- アガサ・クリスティー ミス・マープル
  - カリブ海の秘密（ジェームズ・ボンド）
  - 青いゼラニウム
- アリス（ホワイト）
- ALPHAS/アルファズ
- アンダーカバー・ボス 社長潜入調査
- アンダー・ザ・ドーム
- ヴァイキング 〜ヴァルハラ〜（オラフ・ハーラルソン〈ヨハネス・ヘイクル・ヨハネソン〉[24]）
- ウェアハウス13 〜秘密の倉庫 事件ファイル〜（ルイス）
- AJ&クイーン（ロイド、ファベルジュ）
- 科学ファミリー ラボラッツ
- キム・マンドク〜美しき伝説の商人
- ギルモア・ガールズ
- グッドラック・チャーリー
- グッド・ワイフ
- クリミナル・マインド7 FBI行動分析課
- GRIMM/グリム
- 刑事ヴァランダー3 白夜の戦慄
- ゲームシェイカーズ（サミッチ先生）
- ゴースト 〜天国からのささやき（ジェシー）
- 恋するマンハッタン
- こちらベスト探偵団（バーカー先生〈クラーク・リチャーズ〉）
- コブラ会 シーズン2（レイモンド〈ポール・ウォルター・ハウザー〉）
- サバイバー: 宿命の大統領
- ザ・パシフィック
- ザ・ミドル 中流家族のフツーの幸せ（ジム、ヘイバー牧師）
- THE MENTALIST メンタリストの捜査ファイル
- 三国志 Three Kingdoms（張苞）
- しあわせの処方箋
- CSI:11 科学捜査班
- 私立探偵ヴァルグ（トーマス）
- 私立探偵ストライク（ジョン・ブリストウ〈レオ・ビル〉）
- スーパーナチュラル
- スタートアップ: 夢の扉（アドルフォ 他）
- ストライクバック:極秘ミッション
- 続ハリーズ・ロー 裏通り法律事務所（イーサン）
- ダイナソートラベラーズ
- 太陽を抱く月
- TABOO/タブー（ウィルトン）
- ダメージ5（ストール）
- チェサピーク海岸（ジャック 他）
- CHUCK/チャック
- デカメロン（ティンダロ〈ダギー・マクミーキン〉）
- デスパレートな妻たち
- テラノバ/Terra Nova
- Dr.HOUSE
- トランスポーター ザ・シリーズ（ケック）
- ナース・ジャッキー（レニー〈レニー・ジャコブソン〉）
- ネイルサロン・パリス 〜恋はゆび先から〜
- パーソン・オブ・インタレスト（イーサン）
- バーン・ノーティス 元スパイの逆襲6（アントニオ）
- 爆音家族
- HEROES
- ビクトリアス（ジャミー）
- BELOW THE SURFACE 深層の8日間
- フラーハウス（クレイグ）
- フランスでは有名人（アドリアン、ジミー、ホラス、コメディアン）
- ボードウォーク・エンパイア 欲望の街（トニーノ）
- ボバ・フェット/The Book of Boba Fett（パズ・ヴィズラ）
- ボルジア家 愛と欲望の教皇一族
- ホワイトカラー
- マーキュリー・セブン
- マーダーズ・イン・ビルディング（ヴィンス・フィッシュ）
- MACGYVER/マクガイバー
- マッドメン5
- マンダロリアン（パズ・ヴィズラ〈タイト・フレッチャー〉）
- リゾーリ&アイルズ ヒロインたちの捜査線2
- 流星剣侠伝 大人物（費無極、元達）
- レバレッジ 〜詐欺師たちの流儀
- レ・ミゼラブル（グランテール 他）
- ロードナンバーワン（ジンチョル、パクムノ）
- ロキ（屈強な男）
- ロスト・ガール（ラクラン）
- ワンス・アポン・ア・タイム（バッシュフル）
- ワン・トゥリー・ヒル

#### アニメ
- アーサー・クリスマスの大冒険
- インクレディブル・ファミリー
- インサイド・ヘッド（ジャングルズ）
- カーズ/クロスロード（シェリフ、レッド、アーヴィー）
- カーズトゥーン ラジエーター・スプリングスの仲間たち（レッド、アイドル・スレート）
- シャークドッグ（パパ）
- 絶叫キャンプ レイクボトム（スクワート）
- ソウルフル・ワールド（デズ[25]）
- 立ち上がれ! ペット団 〜ロボシティを救え〜（ボブ）
- ちいさなプリンセス ソフィア（マイルズ長官）
- ディズニー各作品（2019年 - 、グーフィー）※BVHE版2代目
  - シンプソンズのプラス・アニバーサリー
  - ダックテイルズ
  - ミッキーマウス!
  - ミッキーマウスのワンダフルワールド
  - ミッキーマウス クラブハウス
  - ミッキーマウスとロードレーサーズ
  - ミッキーマウス ミックス・アドベンチャー
  - ミッキーマウス ファンハウス
  - ワンス・アポン・ア・スタジオ -100年の思い出-
- トロン：ライジング
- 百妖譜（店主）
- ファインディング・ドリー（アンガス）
- フェイフェイと月の冒険
- モンスターズ・ユニバーシティ（ブルーザー）
- モンスター・ホテル

#### テレビ番組
- ザ・ファッションショー 若きデザイナーたちのバトル（アイザック・ミズラヒ）
- ハリー・ポッター20周年記念: リターン・トゥ・ホグワーツ（マイク・ニューウェル）
- プロジェクト・ランウェイ オールスター（アイザック・ミズラヒ）

### ボイスオーバー
- アメリカお宝鑑定団ポーンスターズ（コーリー・ハリソン〈2代目〉）
- 現代の驚異
- ジュラシック・ファイト・クラブ（ジョージ）
- 生命の誕生
- Biography
- Human Weapon
- ポーンスターズのお宝クイズ選手権（コーリー・ハリソン）
- マーキュリー・セブンの真実（ブロコウ）
- マーサ・スチュワート・ショー（ジョーイ・コーラ）
- Mega Disasters
- モーガン・フリーマンが語る宇宙

### テレビドラマ
- 事件（2023年、職員）

### オーディオブック
- 40代から手に入れる「最高の生き方」 今すぐ知っておくべき人生を左右する「やっていいこと」「わるいこと」

### 舞台
- アイーダ
- 家族ゲーム
- 真田風雲録
- ソープオペラ
- 法王庁の避妊法
- ミュージカルファンタジー LOVE
- 生きてるうちが華なのよ TAIAI[26]
- 冬のサボテン
- マロニエ
- 隣人予報
- 朗読劇 結婚相談所
- 歳月[27]

### その他コンテンツ
- 東京ディズニーリゾート（グーフィー）

### シリーズ一覧
1. ↑  第1期（2014年）、第2期『AVENGING BATTLE』（2014年）
2. ↑  第2クール（2022年）、第3クール（2023年）